# Istituto superiore di studi musicali Giuseppe Verdi
L’Istituto superiore di studi musicali “Giuseppe Verdi” di Ravenna è un'istituzione italiana di alta formazione musicale. Rilascia diplomi accademici triennali e biennali di I e II livello.

## Storia
Un’accademia musicale a Ravenna esisteva già prima del 1782 e aveva sede nel Teatro Comunitativo. Nel 1826 avvenne la costituzione ufficiale come Accademia dei Filarmonici, istituzione privata sostenuta dai soci, che cominciò poi a manifestare difficoltà di ordine economico, a sanare le quali intervennero intorno al 1850 le sovvenzioni del Comune. Nel 1873 si procedette alla definitiva municipalizzazione. Ciò rappresentò una definitiva sicurezza economica, con un conseguente consolidamento dell’organizzazione che rese stabile la presenza dell’istituzione nella vita culturale di Ravenna.
Nel 1901, con la morte di Giuseppe Verdi, il Consiglio comunale decise, all’unanimità e per acclamazione, di intitolare a lui l’Accademia Filarmonica, poi denominata Istituto Musicale.
Nel 1976 l’Istituto “Verdi” fu pareggiato ai Conservatori di Stato. Nel 1979 avvenne il trasferimento della sede dallo storico edificio disegnato dall’architetto Camillo Morigia in via Pasolini 23 (dove si trovava dal 1910) al palazzo in via di Roma 33. Nel 2021 si sono aggiunti i nuovi spazi di piazza Kennedy 7, condivisi dall’Istituto “Verdi” e dall’Accademia di Belle Arti.
Fra i docenti storici si ricordano Pietro Casalini, pilastro della vita musicale ravennate, Andrea Nencini, Andrea Ligi, Giovanni Nostini, Daniel Rivera, Norberto Capelli. Tra gli allievi divenuti celebri si annoverano i direttori d’orchestra Angelo Mariani, Paolo Olmi; tra i direttori dell’Istituto, il compositore Francesco Balilla Pratella, capofila del futurismo musicale italiano (1927-1945), Nino Maioli (1945-1973), Franco Oppo (1974). La figura del direttore venne istituita nel 1913, in quanto precedentemente tale ruolo era delegato a un funzionario comunale.